# Смолич Юрій Корнійович
Ю́рій Корні́йович Смо́лич (25 червня (8 липня) 1900, Умань — 26 серпня 1976, Київ) — український радянський письменник, журналіст, театральний критик. Редактор журналів «Сільський театр» (1926—1929), «УЖ» (1928—1929), «Червоний шлях» (1935), «Літературний журнал» (1936—1937), «Україна» (1943—1950). Таємний інформатор репресивних органів СРСР (НКВС-МДБ-КДБ з 13 лютого 1935 року до 20 лютого 1953 року). Депутат Верховної Ради УРСР 8—9-го скликань. Кандидат у члени ЦК КПУ в 1971—1976 р.

## Життєпис
Народився третьою дитиною в родині гімназійного вчителя, статського радника Корнелія Івановича Смолича (1863—1915), який працював у Новозибкові, Умані, Стародубі, Білій Церкві та Глухові. 1 липня 1909 року батько отримав призначення до Глухівської чоловічої гімназії на посаду учителя математики і фізики з виконанням обов'язків інспектора. Учительська родина оселилась на службовій квартирі у приміщенні, що було на території гімназійного подвір'я. У 1909—1910 роках навчався в Глухівській чоловічій гімназії. У 1911—1913 роках навчався в Кам'янець-Подільській гімназії.

Гімназист Юрій Смолич. Жмеринка, 1918 р.

Після закінчення Жмеринської чоловічої гімназії, в якій навчався в 1913—1917 роках, став студентом Київського комерційного інституту (1918).
Під час радянсько-української війни 1917—1921 певний час працював санітаром і лікпомом у загонах Червоного Хреста з боротьби з висипним тифом, актором у червоноармійському театрі-студії, театрах укрпрофсожу, наросвіти; пізніше — у Театрі імені Івана Франка (1922—1924). З 1923 року жив у Харкові, працював інспектором театрів у Головполітпросвіті Наркомату освіти УСРР (1924—1928), театральним критиком у журналі «Нове мистецтво». Протягом 1929—1934 років працював позаштатним постійним театральним рецензентом у газеті «Вісти ВУЦВК», потім «Комуніст».
Редагував журнали «Сільський театр» (1926—1929), «УЖ» (1928—1929), «Червоний шлях» (1935), «Літературний журнал» (1936—1937), «Україна» (1943—1950). З 1934 — заступник голови, а впродовж 1938—1944 рр. — голова Харківської обласної організації СПРУ, зокрема й в евакуації в Алма-Аті (Казахстан). З травня 1944 року жив у Києві. Член правління СП СРСР (1942—1976), заступник голови СПУ та член секретаріату правління СПУ (1944—1963). Член КПРС (1951), кандидат у члени ЦК КПУ (1971).
Працював кореспондентом газети «Известия» по Україні (1946), у Берліні як член Комітету за повернення на Батьківщину (1959). Голова правління, а з 1970 року президент Товариства культурних зв'язків з українцями за кордоном «Україна» (1960—1976).
Голова правління Спілки письменників України (1971—1973), секретар правління СП СРСР (1971—1976). Делегат з'їздів КПУ (1971, 1976), профспілок УРСР (1972), депутат Верховної Ради УРСР двох скликань.
Після війни мешкав у Києві, у будинку письменників Роліт, з 1956 р. — у будинку на вул. Заньковецької, 5/2, на фасаді якого йому встановлено пам'ятну дошку. Похований на Байковому цвинтарі (ділянка № 2).
У журналі «Перець» № 13 за 1975 р розміщено дружній шарж А.Арутюнянца, присвячений 75-річчю Ю.Смолича.

### Співпраця з радянськими спецслужбами
У 1990-х роках підтвердилися чутки про таємну співпрацю Юрія Смолича з органами НКВС-МДБ-КДБ. Агентурні донесення почали від Смолича надходити до НКВС з 1935 року, але його робоча справа починається з 1940 року. Закінчується робоча справа донесенням від 17 січня 1953 року. Співпрацею з агентом «Стрілою» (псевдонім Юрія Смолича) керував начальник відділу Другого головного управління, капітан Анатолій Шевко, який, як і Смолич, після війни зайнявся мистецтвом — писав кіносценарії.
Зокрема, Смолич регулярно доносив на свого колегу Олександра Довженка в 1930-х роках, при чому ці доноси були виконані на високому мистецькому рівні, так що нині слугують вагомим літературознавчим джерелом.
- Із доносу агента Юрія Смолича в управління НКДБ СРСР про настрої кінорежисера Олександра Довженка:

| Ідейно-художній задум п'єси сам Довженко визначає так: Куркуль — перевернена вже сторінка нашої історії. Але він не просто абстрактний «ворог», а також наш народ. І в куркулеві було могутнє і красиве — його перемогло могутнє і красиве бідняка: перемогла і знищила не «програма», а народна воля, могутність народу… |
Співпраця інформатора Смолича з органами КДБ тривала і після Другої світової війни, його залучали до спецслужбістських розробок у середовищі української еміграції, він вербував утікачів із СРСР на «репатріацію».

## Творчість

Юрій Смолич близько 1928 р.

Смолич був членом літературних організацій Спілка пролетарських письменників «Гарт» (1923—1925), ВАПЛІТЕ (1926—1927), «Техно-мистецька група „А“» (1928—1929), СПРУ/СПУ (1934—1976), та СП СРСР (1935—1976).
Смолич зробив значний внесок в українську літературу. Перша його збірка оповідань «Кінець міста за базаром» вийшла 1924 року, згодом з'явилися збірки «Неділі і понеділки» (1927), «Мова мовчання (Кримінальна новела)» (1929), «П'ять оповідань» (1930), «Його біографія» (1934), «Загибель інтервенції. Оповідання про боротьбу з німецькою інтервенцією» (1941), «Народ воює. Оповідання про боротьбу з німецькими інтервентами» (1941), «Новели» (1942), «Безсмертя командира Христі» (1943), «Битва» (1943), «Без права смерті» (1943), «Бої за фронтом» (1943), «Мирні люди» (1943), «День починається рано» (1950), «Цвіт яблуні» (1951), «Мужська розмова» (1953).
Проза Смолича 1920-х років прикметна експериментами й шуканнями в галузі мистецької форми, оригінальністю й гостротою сюжетної будови. Смолич став одним з основоположників фантастичної прози в українській літературі, поклавши початок цьому жанрові романом «Останній Ейджевуд» (1926). Далі були романи «Півтори людини» (1927), «Четверта причина» (1932), трилогія «Прекрасні катастрофи»: «Господарство доктора Гальванеску» (1929), «Ще одна прекрасна катастрофа» (1932), та «Що було потім» (1934). З кінця 1920-х років Смолич звертається до жанру сатиричного роману з елементами «химерної прози»: «Фальшива Мельпомена (Піші аргонавти)» (1928), «По той бік серця» (1930), «Сорок вісім годин» (1933).
До найкращих творів Смолича другої половини 30-х років належить автобіографічна трилогія «Наші тайни» (1936), «Дитинство» (1937), і «Вісімнадцятилітні» (1938).
Подіям Другої світової війни присвячено його романи «Вони не пройшли» (1946), «Ми разом були в бою». У 1950-х pp. Смолич звертається до подій громадянської війни в Україні: «Світанок над морем» (1956) та дилогія «Мир хатам, війна палацам» (1958) і «Реве та стогне Дніпр широкий» (1960). Це публіцистичні романи-памфлети про колишніх колег — діячів УНР, їхня мистецька вартість зведена нанівець гротесковим стилем політичної агітки.

Надгробок на могилі Юрія Смолича на Байковому кладовищі (центральна алея, ділянка № 2)

Меморіальна дошка на будинку в Києві, де проживав Юрій Смолич

Юрій Смолич як письменник уповні реалізувався в жанрі спогадів. Його найвище літературне досягнення — мемуарна трилогія «Розповідь про неспокій» (1968), «Розповідь про неспокій триває» (1969) та «Розповіді про неспокій немає кінця» (1970), а також окремі книги «Я вибираю літературу» (1970) та «Мої сучасники» (1978).
Смоличу довелося працювати і в царині брутальної ідеологічної публіцистики («Після війни. Вибрані статті за 1945—1946 рр.» (1947), «Суд идет. Памфлеты и статьи» (1951), «Вороги людства та їх найманці (Американські імперіалісти та українські буржуазні націоналісти)» (1953), «З народом чи проти народу» (1958), «Про хороше в людях» (у співавторстві з Максимом Рильським; 1965)), і як критик-популяризатор («Перша книга» (1951), «Розмова з читачем» (1953)), і як театральний критик («Драмгурток у робітничому клубі» (1925), «Про театр» (1977).

### Романи
- 1926 — Останній Ейджевуд

Трилогія «Прекрасні катастрофи»: [Архівовано 30 вересня 2020 у Wayback Machine.]
- 1928 — Господарство доктора Гальванеску [Архівовано 10 червня 2020 у Wayback Machine.]
- 1933 — Що було потім
- 1930 — Ще одна прекрасна катастрофа [Архівовано 3 серпня 2020 у Wayback Machine.]
- 1930 — По той бік серця [Архівовано 28 вересня 2020 у Wayback Machine.]
- 1932 — Четверта причина
- 1933 — Сорок вісім годин [Архівовано 11 серпня 2020 у Wayback Machine.]

Трилогія
- 1936 — Наші тайни [Архівовано 23 вересня 2020 у Wayback Machine.]
- 1937 — Дитинство [Архівовано 22 вересня 2020 у Wayback Machine.]
- 1938 — Вісімнадцятилітні [Архівовано 19 вересня 2020 у Wayback Machine.]
- 1944 — Вони не пройшли
- 1948 — Ми разом були в бою [Архівовано 3 серпня 2020 у Wayback Machine.]

Дилогія «Світанок над морем»:
- 1952 — Чайки сідають на воду
- 1952 — Буде на морі погода

Дилогія «Рік народження 1917»:
- 1957 — Мир хатам, війна палацам [Архівовано 11 серпня 2020 у Wayback Machine.]
- 1960 — Реве та стогне Дніпр широкий

### Збірки
- 1924 — Кінець міста за базаром
- 1927 — Неділі і понеділки
- 1930 — П'ять оповідань
- 1941 — Загибель інтервенції
- 1941 — Народ воює
- 1942 — Новели
- Смолич Ю. Вибране / Юрій Смолич. — Київ: Рад. письменник, 1948. — 359 с. : 1 л. портр. [Архівовано 1 жовтня 2020 у Wayback Machine.]
- 1943 — Битва [Архівовано 28 вересня 2020 у Wayback Machine.]
- 1943 — Бої за фронтом [Архівовано 7 серпня 2020 у Wayback Machine.]
- 1943 — Мирні люди [Архівовано 25 вересня 2020 у Wayback Machine.]
- 1950 — День починається рано [Архівовано 1 жовтня 2020 у Wayback Machine.]
- 1951 — Цвіт яблуні

### Повісті
- 1927 — Півтори людини [Архівовано 13 серпня 2020 у Wayback Machine.]
- 1928 — Фальшива Мельпомена [Архівовано 11 серпня 2020 у Wayback Machine.]
- 1939 — Театр невідомого актора [Архівовано 22 вересня 2020 у Wayback Machine.]

### Оповідання
- 1929 — Мова мовчання
- 1953 — Мужська розмова

### П'єси
- 1930 — Товарищ женщина
- 1931 — Веселі книгоноші
- Збірка п'єс. Вип. 1 / упоряд.: Ю. Смолич, Л. Болобан. — Харків ; Одеса: Держ. вид-во України, 1930. — 212 с. — (Робітничо-селянський театр). [Архівовано 19 вересня 2020 у Wayback Machine.]

### Статті
- 1927 — Драматичне письменство наших днів
- 1927 — «Nature-Morte» у художній літературі

### Інші книги
- Смолич Ю. Театр невідомого актора / Юрій Смолич. — Київ: Рад. Україна, 1946. — 153 с. [Архівовано 22 жовтня 2020 у Wayback Machine.]
- 1947 — Після війни — збірка вибраних статей
- 1951 — Перша книга — збірка статей про творчість молодих українських письменників
- 1953 — Розмова з читачем — збірник есеїв про письменницьку майстерність[12]
- 1958 — З народом чи проти народу
- 1965 — Про хороше в людях / у співавторстві з М. Рильським

Цикл книг мемуарів «Розповідь про неспокій»
- 1968 — Розповідь про неспокій
- 1969 — Розповідь про неспокій триває
- 1972 — Розповіді про неспокій немає кінця
- 1967—1969 — Я вибираю літературу — книга мемуарів
- 1978 — Мої сучасники) / під ред. Олени Смолич
- 1975 — «Gaudeamus igitur…» — повість у новелах
- 1977 — Про театр / під ред. Олени Смолич

### Кількатомні зібрання творів
- Збірка творів у 4 т. — Х., 1930
- Твори у 6 т. — К., 1958—1959
- Твори у 6 т. — К. : Дніпро, 1971—1973
- Твори у 8 т. — К., 1986
- Смолич Ю. Збірка творів. Т. 1 : Фальшива Мельпомена: сатир. роман / Юрій Смолич ; вступ. ст. М. Йогансена. — Харків: Книгоспілка, 1930. — 250 с. [Архівовано 5 серпня 2020 у Wayback Machine.]

## Екранізації творів
- 1976 — Театр невідомого актора — за однойменною повістю
- 1992 — Градус чорного Місяця — за романом Господарство доктора Гальванеску

## Нагороди, відзнаки
Герой Соціалістичної Праці (28.07.1970). Нагороджений двома орденами Леніна (28.07.1970), двома орденами Трудового Червоного Прапора (22.07.1960, 28.12.1967), орденом «Знак Пошани» (23.01.1948), чотирма медалями, Почесною грамотою Президії Верховної Ради Української РСР, міжнародними, урядовими республіканськими і всесоюзними відзнаками.